# Szent Márk-kápolna (Risika)
A Szent Márk-kápolna (horvátul: Crkvica sv. Marka) egy kápolnarom Horvátországban, a Tengermellék-Hegyvidék megyében a Krk-szigeten fekvő Vrbnikhez tartozó Risika település határában, a Vinodoli-csatorna partján.

## Fekvése
A rom a Risika tengerparti részén fekvő kis Szent Márk-félsziget legmagasabb pontján található. A tájba illő romantikus szépségével a Krk-sziget keleti partjának egyik legszebb látványossága.

## Története
A kis félsziget egy kis homokos öblöt határol, amely évszázadokig menedékhely volt a viharok ellen, amelyek gyakran pusztították a tengerpartnak ezt a részét. E hely stratégiai helyzetét már azok az első embercsoportok is felismerték azok, akik kőkorszak késő szakaszának a rézkorba való átmeneténél, az i. e. 4. évezred táján hajóztak át ide a közeli szárazföldről. Kis településük a közeli nyeregben, a félsziget sziklás északi partja mentén helyezkedett el. Néhány évvel ezelőtt, amikor egy kotrógéppel eltávolították a félszigetet borító örökzöld macchiabokrok egy részét egy vékony réteg barna fás talajt ástak ki, amelynek nagy részét az eső és a bóra hamarosan a tengerbe mosta. Az itteni terepbejárás során számos apró kerámia edénytöredék és kovakőből készült szerszámok darabjai is előkerültek. A magángyűjtők az elmúlt évtizedekben ezen a helyen különböző kovakő pengéket és késeket, valamint gyönyörűen kidolgozott nyilakat gyűjtöttek össze. Sajnos az ellenőrizetlen munkák elpusztították ennek az őskori partmenti telepnek a nagy részét.
A félsziget déli és délkeleti részén a római uralom idején a Vinodoli-csatornán történő hajózás ellenőrzésére a homokos part fölé az 1. században tágas épületegyüttest építettek. Az építés első szakaszában egy parti villa épült fel. A terepalakzatok téglalap alakú helyiségekre utalnak, melyek falait mészhabarccsal megkötött faragott kövekből építették. Ezek egy része az osztrákok által épített móló fölötti meredek part profiljában, valamint a fölötte fekvő, bozóttal benőtt fennsíkon látható. Az épületegyüttes egy részét a talaj természetes eróziója pusztította el a tengerszint körülbelül két méteres emelkedése során. Más részét a kikötő mólójának és a hozzáféréséhez kiépített partszakasznak az építése során pusztították el. Az utóbbi időben az ókori épületek fennmaradó részét az előregyártott házak és fából készült építmények számára végzett tereprendezéssel teszik tönkre. 
Számos ősi kerámia-, üveg- és fémtárgy töredékét tárolják ma a fiumei Horvát Tengermelléki Tengerészeti és Történeti Múzeumban. Közülük a legjelentősebbek a bronzfibulák, a fém ruhakapcsok és bronzpénzek. A leletek arról tanúskodnak, hogy ez a villa a római uralom több évszázada alatt létezett. A part erodált részén több mint egy méter magasságban római falak maradványai állnak ki. A szobák padlóján láthatók az egykori mozaik maradványai, a padlótéglák kialakítása pedig az egykori padlófűtés létezésére utal. Az építészeti kőelemek töredékei, például az oszlopok alapjai vannak a faluban magántulajdonban. Lehetséges, hogy a kápolna eredetileg az ókeresztény korban az ókori épületegyüttes részeként épült fel. A félsziget hátsó részén homokkitermelés során nagyméretű téglákkal kiépített ősi sírokat találtak. Ezt az ősi nekropoliszt ellenőrizetlen homokbányászat tette tönkre. 
Risika települése a középkor folyamán számos kisebb faluból alakult ki, amelyekben (mára már lebontották) Szent Jeromos és Szent Maurus templomok voltak. A felső falu felett, Mirca területén a szántóföld alatt egy tágas késő ókori épületegyüttes található, amelyhez a hagyomány egykori kolostor létét köti. A történeti források egy karthauzi kolostort említenek itt Szent Maurusnak szentelt templommal. Ennek a helye ma ismeretlen. Ismeretlen időben ismeretlen építők a félsziget fennsíkjának tetején Szent Márknak szentelt kápolnát építettek. A templom a partnak ezen a részén nemcsak lelki menedékhely volt, hanem fontos tájékozódási pont is a tengerészek és a halászok számára. A kápolna a püspöki látogatások szerint a 16. a 17. és a 18. században működött. A velencei állam összeomlása és a 19. század elején francia közigazgatás bevezetése idején sok, az egyházi épületekről gondoskodó testvériség megszűnt. Néhány kiemelkedő család, amely templomokat tartott fenn és adományozott számukra eltűnt. Ekkor hagyták el a Szent Márk-kápolnát is, anyagát széthordták, és csak a külső falak egy része maradt meg mai napig. 

## A kápolna leírása
A kápolna faragott kövekből és szabályos sorokba rakott breccsából épült, kissé hosszúkás, téglalap alakú hajóval és félkör alakú apszissal. Teljes hosszúsága 8,70 m, ebből a hajó 6,50 m, az apszis palástja pedig 2,20 m (ezek az épület külső méretei). A falak vastagsága 58 és 60 cm között van, kivéve az apszis ívét, amelynek szélessége a félkupola miatt 68 cm. A falszerkezetben látható fehér márvány töredékek építőanyagként való felhasználása. A márványdarabok töröttek, kristályra emlékeztető szerkezetekkel, monumentális carrarai márvány dekoratív töredékeivel, amelyeket egy közeli római villa romjaiból vettek ki. Díszített templomi tartozékok vagy építészeti díszítőelemek nem maradtak fenn, ezért a műemlék keltezése nehéz. 
A szentély feletti apszis diadalíve nem szépen faragott kőből, hanem lapos breccsából, illetve élére rakott téglákból épült. Az ajtókeret, illetve az ablakkeretek hiánya szintén megnehezíti a kormeghatározást. Ennek ellenére az épület alaprajzának arányai (szélesség és hosszúság aránya) a román stílus szokásos arányaitól való eltérést jeleznek. A hajó lerövidített, közelítően téglalap alakú, amely annak ellenére, hogy a román félköríves apszis megmaradt, felveti a gótikus stílus koncepcióját. Régóta ismert, hogy a városokon kívüli területek szakrális épületei a konzervatív megrendelők, vagyis a helyi lakosság szellemében épülnek, akik lassan és vonakodva fogadták el az építészeti újításokat és a divatot. Említsük itt meg a közeli gradeci Szent Miklós (később Szentlélek) templomot, amelyet vegliai grófok (tehát hatalmas befektetők) udvarháza mellett építettek 1325-ben, és amely elrendezésében is a román stílushagyomány iránti hajlandóságot mutatja.
A kápolna névadója, Szent Márk evangélista, nem túl gyakori a régióban. Az épület minden bizonnyal a késő középkor időszakához tartozik. Az épület ismérvei alapján azt feltételezzük, hogy a templom építésének kezdeményezője Krk egyik grófja Marko, aki a sziget ura volt és Gradecben élt a 13. század vége és a 14. század első évtizedei között. Krk grófjai örültek annak, hogy mecénások voltak az új templomok építésében, amelyeknek nevük adta a titulust (Bartol, Stjepan, Nikola, Ivan). Ezért e kápolna építését a 13. század legvégére vagy a 14. század elejére datálhatjuk, de nem zárható ki, hogy egy régebbi, ókeresztény épület alapjaira épült.